# ويلي أولسن (لاعب كرة قدم)
ويلي أولسن (25 يناير 1921 – 14 سبتمبر 1995)، كان لاعب كرة قدم نرويجي. لعب في عشر مباريات لصالح منتخب النرويج من عام 1949 إلى عام 1956 تم اختياره أيضًا ضمن تشكيلة النرويج لبطولة تصفيات المجموعة الأولى لكأس العالم 1954.